# アストロノオト
『アストロノオト』（Astro Note）は、テレコム・アニメーションフィルム制作による日本のテレビアニメ。2024年4月から6月までTOKYO MXほかにて放送された。
木造アパート・あすトろ荘の大家であるミラと、住み込み料理人・拓己のSFラブコメディ。総監督は高松信司、監督は春日森春木、シリーズ構成はうえのきみこが担当する。

## あらすじ
※出典
料理人の宮坂拓己は、新しい仕事先として木造アパート「あすトろ荘」の面接に訪れる。このアパートは朝食付きが売りであり、料理人を募集していた。そこで、拓己は可憐な大家・豪徳寺ミラに一目惚れし、急遽作ったアジフライで大評判を得る。拓己は住み込みの料理人としての生活を始めるが、アパートでは穏やかな日々とは程遠い不可思議な現象が次々と起こる。ミラが宇宙人であるという秘密は、拓己の恋心にどのような影響をもたらすのか。食卓から宇宙にまで広がる物語は、壮大なミステリーへと飛躍していく。

## 登場人物
豪徳寺ミラ（ごうとくじ ミラ）
声 - 内田真礼
本作のヒロイン。シェアハウス「あすトろ荘」のオーナー兼大家。ミボー星の次期王位継承者。9号室に住んでいる。料理の腕が壊滅的。一般常識が欠如している。
宮坂拓己（みやさか たくみ）
声 - 斉藤壮馬
本作の主人公。「あすトろ荘」の住み込み料理人。5号室に住んでいる。以前は大手ホテルのレストランに勤めていた。ミラに恋愛感情を抱いている。
若林蓮（わかばやし れん）
声 - 釘宮理恵
小学生。1号室に住んでいる。富裕の息子。
若林富裕（わかばやし とみひろ）
声 - 杉田智和
無職。1号室に住んでいる。いつも背広を身に付けている。
山下正吉（やました しょうきち）
声 - 三木眞一郎
自称小説家。2号室に住んでいる。「あすトろ荘」建設時から住んでいる最年長者。
松原照子（まつばら てるこ）
声 - 降幡愛
「テルルン」として活動している売れない地下アイドル。6号室に住んでいる。
上町葵（かみまち あおい）
声 - 小倉唯
先代大家の下高井戸に誘われて入居した。7号室に住んでいる。密かに宮坂へ想いを寄せている。
ナオスケ
声 - 諏訪部順一
ミラの護衛としてやってきた宇宙人。プードルのような見た目をしている。ミラに対して厳しい。
ショーイン・ジンジャー
声 - 福山潤
ミラの幼馴染であり、自称ミラのフィアンセ。マントを翻して、高そうな車を運転する。ミラをミボー星に連れ帰るため、「鍵」を捜索している。
下高井戸太助（しもたかいど たすけ）
「あすトろ荘」の先代大家。
おばちゃん
声 - くじら
豪徳寺在住のマダム。

## 製作
| 総監督                       | 高松信司                                                                 |
| 監督                         | 春日森春木                                                               |
| シリーズ構成・脚本           | うえのきみこ                                                             |
| キャラクターデザイン         | 窪之内英策（原案） あおきまほ                                            |
| メカデザイン                 | 小澤和則 小原渉平                                                        |
| プロップデザイン             | 丹羽恭利 川本和隆                                                        |
| 料理作監                     | 益田賢治                                                                 |
| 美術監督                     | 春日礼児                                                                 |
| 色彩設定                     | 村口冬仁                                                                 |
| 撮影監督                     | 千葉洋之                                                                 |
| CGIディレクター              | 菊地等                                                                   |
| オフライン編集               | 白石あかね                                                               |
| 音響効果                     | 出雲範子                                                                 |
| 音響制作                     | スタジオマウス                                                           |
| 音楽                         | 宗本康兵                                                                 |
| 音楽プロデューサー           | 髙橋亜弥                                                                 |
| 音楽制作                     | ランティス                                                               |
| プロデューサー               | 向井地基起 髙橋佳那子 宮﨑武洋 中野ゆりか 髙橋亜弥 笠井裕香子 長谷川嘉範 |
| アニメーションプロデューサー | 田中奈都湖                                                               |
| アニメーション制作           | テレコム・アニメーションフィルム                                         |
| 製作                         | アストロノオト製作委員会                                                 |

### 沿革
2023年12月1日に制作が発表され、ティザーPVとともに、第1弾スタッフ・キャスト情報が公開された。2024年2月9日には、第1弾メインPVとともに、第2弾スタッフ・キャスト・主題歌情報が公開された。同年2月19日には、主題歌を使用したノンクレジットオープニング映像が公開された。

### 経緯
※出典
本作品の企画は、総監督の高松信司とシリーズ構成のうえのきみこによって立てられた。企画立ち上げのきっかけは、居酒屋でプロデューサー陣から「ラブコメやります？」と話を持ち掛けられたことにある。当初はロボットモノとラブコメを組み合わせた企画を立てていたが「今の時代にロボットは売れない」という理由で却下された。企画書作成の際、高松は窪之内英策にキャラクター原案・イラストを依頼した。窪之内がキャラクター原案を担当したのは、高松が窪之内の大ファンであったためである。窪之内がキャラクター原案の依頼を受けたのは、制作発表から7～8年ほど前のことだという。「ロボット＋ラブコメ」を「SF＋ラブコメ」に練り直した結果生まれたのが本作である。本作品は、制作に至らず眠っていた企画がひょんなことから蘇った、いわば「奇跡の作品」だと高松は語る。
監督の春日森春木は、脚本が3話ほど出来上がった頃に参加した。

### キャラクターデザイン
※出典
キャラクター原案を担当した窪之内英策は、「どこか昭和な既視感のあるクセ強キャラクター達」になるように意識して描いたと語る。
キャラクターデザインを担当したあおきまほは、窪之内の原案イラストをどのようにアニメで表現すれば良いか、最初は非常に悩んだと語る。特に鼻の位置や高さ、アオリのアングルを表現するのが難しいという。そんな中、うえのの脚本を読んだ際に、表情豊かなデザインにすることを決めたという。特にギャグ顔では、どこか懐かしい雰囲気が感じられるように意識してデザインされている。キャラクターデザインを描く際は、窪之内の作品『ツルモク独身寮』を参考にしたという。
総監督の高松信司によれば、窪之内英策は一週間ほどで大量のキャラクターイラストを描きあげたという。それを見た高松は、窪之内の作品に対する熱量を実感したと語っている。また、高松はキャラクター設定を練る際に、個々人が問題を抱えており、その問題を解決するために真面目に考えていくことを意識したという。ただの賑やかな住人で終わらぬよう、注意しながらキャラクターを固めたと語っている。
監督の春日森によれば、窪之内のキャラ原案には、裏設定などの細かいメモ書きが書かれていたという。キャラ設定が練られていたため、スタッフ同士で共通認識を持つことができたと語っている。

### 舞台設定
総監督の高松信司は、「賄い付きのアパート」という舞台設定にした理由の一つとして、人と人との繋がりを描きたかったことを挙げている。懐かしい舞台装置で今を生きる人々を描くことで、普遍的な人の心を描こうとしたという。時代設定も昔にしてしまう案も挙がったが、却下された。それは、時代設定が昔だと、今の人々が共感できない可能性があるからだという。また、もう一つの理由として、1980年代のテレビアニメらしいことを今の時代にやりたかったことを挙げている。昔の日常や作風をそのまま再現するのではなく、現代で制作する意味を考えながら取り組んだと語る。

### 脚本
本作の脚本作業は、高松信司が骨子を作り、うえのきみこがそれを膨らませるキャッチボール形式で進められた。全体構成は一話作って次へ進む送り書き形式で進められたため、途中までは結末を誰も知らなかったという。昔のテレビアニメのような「作りながら放送する」スタイルに似ていたらしい。脚本作業の際は結末だけが決まっていて、そこまでの道のりを何度も思案していたという。新しい設定を考えては、矛盾が生じて没になることが何度もあったと語っている。
監督の春日森は本作に対する印象を問われた際に、ギャグに振り切らず、丁寧にストーリーを作っているところが印象深いと答えた。高松が参加することから、ギャグ作品になるのだろうと当初は思っていたという。

### 制作作業
オリジナルアニメと原作付きアニメとの作り方の違い
オリジナルアニメと原作があるアニメとの作り方の違いについて、高松と 春日森は次のように語っている。
高松信司 - 原作がある場合は、当然オリジナルにどこまで寄り添うかがテーマになりますよね。漫画であれば、読んでいる最中の感覚と、読んだあとの感覚、この2つは大切にします。その一方でオリジナルアニメとなると、感覚自体を自分たちでハンドリングできる、言い換えると、ハンドリングしなければいけないのは大変なことでもあります。

春日森春木 - 制作を進める上で、いろいろなスタッフと打ち合わせをする必要がありますが、原作があれば「原作を読んでね」で終わるところを、その都度説明しなければいけないので大変ですよね（笑）。
また、上記のほかに、構成作業にも違いがあると高松は語る。原作がある場合は、12話の中にどう切り分けるかを考えるが、オリジナルの場合は、第1話が終われば第2話へと移るように、漫画を連載するような感覚で細かくシナリオを作り上げていくという。
作画作業
本作は、画面レイアウトを設計する際に、3DCGで描いてから作画するという。その際、キャラの等身が違うため、画面のバランスが崩れたり、キャラが画面に収まらないことがあったと語る。

## 主題歌
「ホホエミノオト」
降幡愛によるオープニングテーマ。作詞は森雪之丞、作曲・編曲は本間昭光。降幡がアニメのオープニングテーマを担当するのは本作が初である。
「ココロのカギ」
豪徳寺ミラ（内田真礼）と宮坂拓己（斉藤壮馬）によるエンディングテーマ。作詞はTomomi、作曲は宗本康兵、編曲は363820。
「ぴゅあぴゅあラブリー右フック」
松原照子（降幡愛）による挿入歌。作詞・作曲・編曲は山崎真吾。
「Future’s diary」
松原照子（降幡愛）による挿入歌。作詞・作曲・編曲は金崎真士。
「OUT OF BLUE」
降幡愛による挿入歌。作詞は降幡、作曲・編曲は本間昭光。

## 各話リスト
| 話数   | 絵コンテ            | 演出                  | 作画監督 | 総作画監督            | 初放送日      |
| ------ | ------------------- | --------------------- | --- | --------------------- | ------------- |
| 第1話  | 高松信司 春日森春木 | 高松信司 春日森春木   | 浦中利浩 宍戸久美子 白井裕美子 | あおきまほ            | 2024年 4月5日 |
| 第2話  | 矢野雄一郎 山登有花 | 金旼宣                | 末永宏一 野口寛明 依田正彦 | 西田美弥子 あおきまほ | 4月12日       |
| 第3話  | 富沢信雄            | 土屋康郎              | 白井裕美子 鈴木美咲 末永宏一 野口寛明 丹羽恭利 西本成司 Nykikyn Adrian Jomz RVEN Tobira | あおきまほ            | 4月19日       |
| 第4話  | 小山田桂子          | 小山田桂子            | tofo 清水椋大 中川実 福田さつき 江島あかり 懸田扇子 秦相子 森泉亜矢子 遠藤里蘭 藤彩七 竹内寛 川本和隆                                                                                           | 西田美弥子 あおきまほ | 4月26日       |
| 第5話  | 矢野雄一郎 山登有花 | 金旼宣                | 菊池隼也 飯飼一幸 | あおきまほ            | 5月3日        |
| 第6話  | 富沢信雄            | 富沢信雄              | 末永宏一 野口寛明 宍戸久美子 浦中利浩 | あおきまほ            | 5月10日       |
| 第7話  | 米たにヨシトモ      | 土屋康郎              | 鈴木美咲 丹羽恭利 菊池隼也 西田美弥子 張民浩 | あおきまほ            | 5月17日       |
| 第8話  | 矢野雄一郎          | 山登有花              | tofo 上赤由香里 清水椋大 鈴木莉乃 服部未夢 早川元基 遠藤里蘭 藤彩七 江島あかり 森泉亜矢子 秦相子 竹内寛 高橋茉奈 川本和隆                                                                       | あおきまほ 西田美弥子 | 5月24日       |
| 第9話  | 富沢信雄            | 金旼宣                | tofo 上赤由香里 氣田汐理 清水椋大 鈴木莉乃 谷口繁則 中川実 秦相子 森泉亜矢子 懸田扇子 竹内寛 高橋茉奈 藤彩七 遠藤里蘭 西原千晶 川本和隆 江島あかり 鈴木美咲 野口寛明 西出彩華 大﨑寛也 山道到威 | あおきまほ 西田美弥子 | 5月31日       |
| 第10話 | 櫻井親良            | 小山田桂子 春日森春木 | 末永宏一 浦中利浩 宍戸久美子 大西陽一 | あおきまほ            | 6月7日        |
| 第11話 | 矢野雄一郎 高松信司 | 土屋康郎 高松信司     | 鈴木美咲 宍戸久美子 浦中利浩 丹羽恭利 菊池隼也 大西陽一 MICO Animation | あおきまほ            | 6月14日       |
| 第12話 | 高松信司 春日森春木 | 高松信司 春日森春木   | あおきまほ 野口寛明 末永宏一 山根理宏 菊池隼也 山道到威 飯飼一幸 丹羽恭利 Dogwood | あおきまほ            | 6月21日       |

## 放送局
| 放送期間                | 放送時間                     | 放送局       | 対象地域 | 備考                                   |
| ----------------------- | ---------------------------- | ------------ | -------- | -------------------------------------- |
| 2024年4月5日 - 6月21日  | 金曜 22:30 - 23:00           | TOKYO MX     | 東京都   | 製作参加 / 字幕放送                    |
|                         | 金曜 23:00 - 23:30           | BS朝日       | 日本全域 | 製作参加 / BS/BS4K放送 / 『アニメA』枠 |
| 2024年4月6日 - 6月22日  | 土曜 0:00 - 0:30（金曜深夜） | KBS京都      | 京都府   |                                        |
|                         |                              | サンテレビ   | 兵庫県   |                                        |
| 2024年4月10日 - 6月26日 | 水曜 2:05 - 2:35（火曜深夜） | テレビ北海道 | 北海道   |                                        |
| 2024年4月18日 - 7月4日  | 木曜 23:30 - 金曜 0:00       | AT-X         | 日本全域 | CS放送 / 字幕放送 / リピート放送あり   |
| 2024年4月26日 -         | 金曜 1:20 - 1:50（木曜深夜） | 琉球朝日放送 | 沖縄県   |                                        |

| 配信開始日   | 配信時間            | 配信サイト |
| ------------ | ------------------- | --- |
| 2024年4月5日 | 金曜 23:00 更新     | dアニメストア |
| 2024年4月8日 | 月曜 23:00 順次更新 | ABEMA U-NEXT アニメ放題 DMM TV Amazon Prime Video Lemino J:COM STREAM TELASA milplus Hulu FOD ニコニコチャンネル バンダイチャンネル ふらっと動画 バズリバTV Google Play YouTube HAPPY!動画 |

## BD
| 巻  | 発売日        | 収録話         | 規格品番  |
| --- | ------------- | -------------- | --------- |
| BOX | 2024年9月25日 | 第1話 - 第12話 | SHBR-0738 |

## ショートアニメ
『サケトロノオト』は、公式X（旧Twitter）および松竹アニメチャンネルにて2024年5月2日より配信中のショートアニメ。全4話。あすトろ荘の住人である若林富裕と松原照子による、本編では描かれなかったショートストーリーが展開される。各話のコンテ・演出・監督・編集は春日森春木が、脚本はうえのきみこが、作画はあおきまほがそれぞれ担当する。
| 話数   | 配信日        |
| ------ | ------------- |
| LEVEL1 | 2024年 5月2日 |
| LEVEL2 | 5月31日       |
| LEVEL3 | 7月2日        |

## コラボレーション
東急電鉄
2024年6月29日から12月13日まで世田谷線各駅にて、12月14日から15日までキャロットタワー八角堂にて、キャラクターパネルや特製の駅名看板が展示された。また、7月1日から12月15日までデジタルラリー「〜アストロノオトの聖地を巡ろう〜世田谷線デジタルラリー」が開催。さらに、8月23日から9月2日（第1回）、12月3日から12月11日（第2回）には、旧尾崎テオドラ邸にてキャラクターデザイン・総作画監督のあおきまほによる設定資料や修正原画などを展示する原画展が開催された。